# نیلس هلستن (ژیمناست)
نیلس هلستن (انگلیسی: Nils Hellsten؛ ۷ اکتبر ۱۸۸۵ – ۱۴ نوامبر ۱۹۶۳) ژیمناست هنری اهل سوئد بود.
وی در مسابقات کشوری و بین‌المللی در مجموع برندهٔ ۱ مدال طلا شده‌است.